# Шумов, Николай Сергеевич
Николай Сергеевич Шумов (1910—1983) — советский учёный, доктор экономических наук, профессор.

## Биография
Родился в 1910 году.
В 1939 году окончил финансовый факультет Всесоюзного заочного финансово-экономического института (ВЗФЭИ).
Начал трудовую деятельность в 1928 году бухгалтером в молочном товариществе. Затем работал на финансово-бухгалтерских должностях в промколхозе «13-й Октябрь» Истринского района Московской области, в системе промысловой кооперации, в Правлении Госбанка СССР.
После окончания аспирантуры ВЗФЭИ, с 1950 года, работал в Научно-исследовательском финансовом институте Минфина СССР, где прошел путь от старшего научного сотрудника до заведующего отделением. Учился в аспирантуре при Московском государственном экономическом институте (ныне Российский государственный торгово-экономический университет в 1947—1950 годах. В 1951 году защитил диссертацию в этом же вузе на соискание ученой степени кандидата экономических наук. В 1970 году защитил докторскую диссертацию в Московском финансовом институте (МФИ, ныне Финансовый университет при Правительстве РФ), и в этом же году ему было присвоено ученое звание профессора.
В декабре 1960 года Н.С. Шумов был принят по конкурсу в Московский финансовый институт на должность доцента кафедры финансов предприятий и отраслей народного хозяйства и финансирования капитальных вложений. С 1970 по 1983 год работал на кафедре в должности профессора. Вёл большую научно-исследовательскую работу: участвовал в исследованиях и научных разработках отраслевой научно-исследовательской лаборатории по экономике и финансам капитального строительства Стройбанка СССР при Московском финансовом институте. Воспитал 17 аспирантов, работой которых руководил в МФИ. Также участвовал в общественной жизни института, был членом Ученого совета МФИ по специальности "Финансы, денежное обращение и кредит". Одновременно преподавал в экономической школе при Дзержинском районном комитете КПСС Москвы, на заводе «Калибр», в Министерстве автомобильной промышленности, на Московском нефтемаслозаводе, в Российской республиканской
конторе Госбанка.
Профессор Шумов является автором 45 опубликованных научных и методических работ, среди них: неоднократно переиздававшийся учебник "Финансирование и кредитование промышленности" (1978), а также монографии "Оборотные средства промышленных предприятий в новых условиях хозяйствования" (1961); "Эффективность использования оборотных средств в промышленности" (1972); "Финансирование и кредитование предприятий легкой промышленности" (1958); "Контроль финансовых органов за финансово-хозяйственной деятельностью промышленных предприятий" (1957).
Был награжден медалями "За доблестный труд в Великой Отечественной войне. 1941—1945 гг.", "В память 800-летия Москвы", "За трудовую доблесть". В 1968 году за разработку и внедрение системы экономических показателей работы на заводе «Калибр» был награжден бронзовой медалью ВДНХ и денежной премией.
Умер 28 апреля 1983 года.